# Umm-Salal SC
Dit overzicht is mogelijk incompleet; u kunt helpen door het uit te breiden.
Umm-Salal Sports Club is een voetbalclub uit Umm-Salal in Qatar.
De club werd opgericht in 1979 en speelt in de Qatari League.
De club promoveerde in het seizoen 2006/07 naar de Qatari League. In 2008 werd de Emir of Qatar Cup gewonnen waardoor Umm-Salal in 2009 in de AFC Champions League speelde. 
De Nederlandse trainer Henk ten Cate was sinds april 2010 trainer van Umm-Salal totdat hij op 7 februari 2011 werd ontslagen vanwege tegenvallende prestaties. De club haalde in de 12 gespeelde competitiewedstrijden 'slechts' 10 punten. 

## Bekende (oud-)spelers
- Gabri
- Mounir El Hamdaoui
- Mario Melchiot
- Derick Ogbu

## Erelijst
- Emir of Qatar Cup

2008